# José María Casares y Espinosa de los Monteros
José María Casares y Espinosa de los Monteros  va ser un músic nascut  a Manila l'any 1839.
Va col·laborar amb Oudrid i Fernández Caballero en diverses sarsueles. És autor d'una Fantasía brillante per a piano i orquestra, concebuda a partir de temes de la zarzuela Las nueve de la noche. També va fer Con la casa a cuestas (1870) i Beltrán y la Pompadour. Així mateix, és autor d'una altra obra per a piano, Seis rimas de G. A. Bécquer. Aquesta ultima es conserva al fons musical de la Casa Carles (GirCar). També va posar música a Las golondrinas de Gustavo Adolfo Bécquer.
A partir del 1860 es troba en presents en els actes del teatre de la Zarzuela. A més de compositor, J. M. Casares apareix en les actes de  l'Ilustre Colegio de "Abogados de Madrid", on es va incorporar l'any 1866.